# Taxe de vente harmonisée
La taxe de vente harmonisée (TVH) est une taxe de vente appliquée dans certaines provinces du Canada. Elle combine en un seul taux deux taxes distinctes, la taxe sur les produits et services fédérale et la taxe de vente provinciale. En 2010, son taux varie entre 12 % et 15 %.

## Histoire
Initialement implantée dans les provinces du Nouveau-Brunswick, de Nouvelle-Écosse et de Terre-Neuve-et-Labrador, son application a été étendue le 1er juillet 2010 à l'Ontario et à la Colombie-Britannique. Cependant, la Colombie-Britannique a retourné à son système de taxe provinciale lors d'un referendum le 13 juin 2011.